# Holothuriida
De Holothuriida zijn een orde van zeekomkommers (Holothuroidea).

## Families
- Holothuriidae Burmeister, 1837
- Mesothuriidae Smirnov, 2012